# Evangelische Haupt-Bibelgesellschaft
Die Evangelische Haupt-Bibelgesellschaft, auch Evangelische Haupt-Bibelgesellschaft zu Berlin und Altenburg, Evangelische Haupt-Bibelgesellschaft und von Cansteinsche Bibelanstalt (EHBG) war eine deutsche Bibelgesellschaft und einer von drei Verlagen in kirchlicher Trägerschaft in der DDR.

## Geschichte
Die Evangelische Haupt-Bibelgesellschaft ging zurück auf die am 23. November 1805 gegründete Preußische Bibelgesellschaft, aus der am 2. August 1814 die Preußische Haupt-Bibelgesellschaft in Berlin hervorging, die durch Kabinettsorder vom 13. September 1814 die landesherrliche Anerkennung erhielt. Nach dem Vorbild der Londoner British and Foreign Bible Society war ihre Aufgabe, die Verbreitung der Bibel zu erleichtern.
1938 übernahm sie die älteste deutsche Bibelgesellschaft, die 1720 gegründete von Cansteinsche Bibelanstalt in Halle an der Saale, von den Franckeschen Stiftungen und firmierte nun als Preußische Haupt-Bibelgesellschaft und Von-Cansteinsche Bibelanstalt.
Nach dem Zweiten Weltkrieg wurde sie 1947 wiederbegründet, erhielt jedoch als Preußische Gesellschaft keine Lizenz. So wurde zusammen mit der unmittelbar nach Kriegsende wieder zugelassenen Altenburger Bibelanstalt die Evangelische Haupt-Bibelgesellschaft zu Berlin und Altenburg (EHBG) gebildet, die 1953 eine Drucklizenz erhielt und Mitglied im Börsenverein der Deutschen Buchhändler wurde. Schon 1950 waren die ersten Bibelausgaben in der DDR gedruckt worden, vorerst noch als Lizenzausgaben bei der Evangelischen Verlagsanstalt. Neben der Evangelischen Verlagsanstalt und dem katholischen St. Benno-Verlag war die Bibelgesellschaft nun einer von nur drei Verlagen in kirchlichem Eigentum in der DDR. Hier wurden neben Bibelausgaben, Bibelteilen und Konkordanzen auch Lektionare, Agenden und Gesang- und Gebetbücher verlegt. Pro Jahr erschienen 20 bis 25 Titel.
Der Vertrieb erfolgte über regionale Zweigvereine, Kirchengemeinden und den Buchhandel. Der Verlag wurde durch ein 25-köpfiges Direktorium geleitet, in dem alle Landeskirchen auf dem Gebiet der DDR vertreten waren. Der Sitz der Bibelgesellschaft, wo 30 Mitarbeiter tätig waren, befand sich in der Krautstraße 52 in Berlin-Friedrichshain.
Nach der Wende und der deutschen Wiedervereinigung rekonstituierte sich die Bibelgesellschaft als Altrechtlicher Verein. Die Altenburger Bibelanstalt stellte zu Anfang 1991 ihre Tätigkeit ein. Der Verein erhielt am 7. September 1993 eine neue Satzung und den Namen Evangelische Haupt-Bibelgesellschaft und von Cansteinsche Bibelanstalt im Bereich der Evangelischen Kirche der Union. Der Verlag, der noch 10 Mitarbeiter hatte, zog in die Ziegelstraße 30 in Berlin-Mitte. In dieser Zeit war die Bibelgesellschaft Verlegerin des Evangelischen Gesangbuchs für die ostdeutschen Landeskirchen und Gründungsträger des Niederdeutschen Bibelzentrums St. Jürgen in Barth und einer Reihe weiterer Einrichtungen wie des Canstein-Zentrums in Halle und des Bibelturms im Wörlitzer Park.
Auf Grund nicht behebbarer Liquiditätsprobleme drohte 2004 die Insolvenz. Eine kurzfristige Liquidationshilfe der EKU konnte die drohende Insolvenz zunächst verhindern. Die Mitgliederversammlung hat dann auf Empfehlung von Präsidium und Direktorium mit der von der Satzung geforderten Mehrheit beschlossen, die EHBG mit Wirkung vom 31. Dezember 2004 aufzulösen. Letzter Präsident war seit 1997 Helge Klassohn. Die Einrichtungen wurden in andere Trägerschaften überführt. Ein Depositalvertrag mit dem Domstift Brandenburg über den Altbestand historischer Bücher der Gesellschaft wurde auf die EKU-Stiftung übergeleitet.
Als Verein wurde die von Cansteinsche Bibelanstalt in Berlin e. V. 2005 neu gegründet.